# 천수련선
천수련선(天水連線)은 2019년 홍콩의 본토파 정당이다.